# Тангі Ндомбеле
Тангі Ндомбеле (фр. Tanguy Ndombele, нар. 28 грудня 1996, Лонжумо) — французький футболіст конголезького походження, півзахисник клубу «Ніцца».

## Клубна кар'єра
Народився 28 грудня 1996 року в місті Лонжумо. Розпочав займатись футболом в академіях невеличких клубів, поки у віці 14 років не потрапив в академію «Генгама». У академії цього клубу перебував протягом трьох сезонів, але клуб не запропонував йому професійний контракту в кінці навчання. В результаті Ндомбеле провів лише один матч за дублюючу команду клубу.
Влітку 2014 року перейшов у «Ам'єн», але протягом перших двох сезонів також виступав виключно за дублерів команди з Ам'єна. 9 серпня 2016 року дебютував за першу команду у матчі Кубка ліги, а у жовтні 2016 року підписав свій перший у кар'єрі професійний контракт. В цьому ж сезоні 2016/17 дебютував за клуб у чемпіонаті, зігравши 30 матчів у Лізі 2 і допомігши команді вийти в еліту.
На початку сезону 2017/18 дебютував з клубом у Лізі 1, зігравши 3 матча, проте ще до закриття трансферного вікна 31 серпня 2017 року на правах оренди перейшов в «Ліон», орендна угода розрахована на 1 рік з подальшим правом викупу. Дебютував за новий клуб 17 вересня в матчі проти «Парі Сен-Жермен». Станом на 7 травня 2018 року відіграв за команду з Ліона 30 матчів в національному чемпіонаті.
Влітку 2019 року Тангі Ндомбеле став футболістом «Тоттенгем Готспур». Відіграв за лондонців наступні два з половиною сезони, після чого на другу половину сезону 2021/22 був відданий в оренду до свого попереднього клубу, «Ліона».
Згодом також на орендних умовах грав за «Наполі» в італійській Серії A, а влітку 2023 року був орендований турецьким «Галатасараєм».
4 липня 2024 року підписав контракт на два роки з французьким клубом «Ніцца».

## Виступи за збірну
З 2017 року залучався до складу молодіжної збірної Франції. На молодіжному рівні зіграв у 11 офіційних матчах.
Протягом 2018–2021 років залучався до національної збірної Франції, зігравши сім матчів у її футболці.
| Дата       | Місто            | Господарі  | Результат | Гості     | Турнір                               | Голи | Примітки |
| ---------- | ---------------- | ---------- | --------- | --------- | ------------------------------------ | ---- | -------- |
| 11-10-2018 | Генгам           | Франція    | 2 – 2     | Ісландія  | товариський матч                     | -    | 67'      |
| 16-10-2018 | Сен-Дені         | Франція    | 2 – 1     | Німеччина | Ліга націй УЄФА 2018-2019 - 1-й етап | -    | 90+1'    |
| 16-11-2018 | Роттердам        | Нідерланди | 2 – 0     | Франція   | Ліга націй УЄФА 2018-2019 - 1-й етап | -    | 81'      |
| 20-11-2018 | Сен-Дені         | Франція    | 1 – 0     | Уругвай   | товариський матч                     | -    | 70'      |
| 4-6-2019   | Нант             | Франція    | 2 – 0     | Болівія   | товариський матч                     | -    | 66'      |
| 11-6-2019  | Андорра-ла-Велья | Андорра    | 0 – 4     | Франція   | Відбір до ЧЄ 2020                    | -    | 64'      |
| 28-3-2021  | Астана           | Казахстан  | 0 – 2     | Франція   | Відбір до ЧС 2022                    | -    | 82'      |
| Усього     |                  | Матчів     | 7         |           | Голів                                | 0    |          |

## Титули та досягнення
- Чемпіон Італії (1):

«Наполі»: 2022–23
- Чемпіон Туреччини (1):

«Галатасарай»: 2023-24
- Володар Суперкубка Туреччини (1):

«Галатасарай»: 2023